# 秘密結社鷹の爪 カウントダウン
『秘密結社鷹の爪 カウントダウン』（ひみつけっしゃたかのつめ カウントダウン）は、蛙男商会による、Adobe Flashで制作されたテレビアニメ『秘密結社鷹の爪』のTVシリーズ第2シーズン。2009年10月からテレビ朝日ほかにて放送された。

## 概要
2006年4月 - 6月に放送された『THE FROGMAN SHOW』の実質上の第2シーズンであり、2010年1月16日より公開された劇場用アニメーション映画『秘密結社鷹の爪 THE MOVIE3 http://鷹の爪.jpは永遠に』の前宣伝番組とされている。
前作『THE FROGMAN SHOW』においてはテレビ朝日と朝日放送（ABC）のみの放送になっていたが、シリーズ2作品目の今作は系列内4局に加えて系列外のTBS系列4局にテレビ東京系列2局でも放送された。関西地区では毎日放送（MBS）が製作委員会に参加したことで同局へのネットとなるため、1975年3月以来34年7か月ぶりに腸捻転時代のネットワークの再現となる。残りのTBS系3局（製作委員会に参加の静岡放送（SBS）を含む）も民間放送教育協会加盟局で、テレビ朝日とはそれなりにも関係がある。
前作『THE FROGMAN SHOW』の時と同じく、『秘密結社鷹の爪 カウントダウン』と『古墳ギャルのコフィー キャンパスライフ』の2本を放送するアニメコンプレックスの形式を取る。第11話では『秘密結社鷹の爪 カウントダウン』を休止して『古墳ギャルのコフィー キャンパスライフ』の最終回を前後編に分けて放送し、最終話は『秘密結社鷹の爪 カウントダウン』の最終回を前後編に分けて放送した。

## 視聴率
サントリーの「仮提供」であった第10話（関東地区）にて視聴率3.6%、占拠率第1位を記録したことをサントリーからの手紙を吉田くんが代読した際に明らかにされた。

## 秘密結社鷹の爪 カウントダウン
Aパート冒頭には「部屋を明るくして画面から離れて見たら良いんじゃない?」の視聴注意テロップが表示。

### あらすじ（鷹の爪）
心優しい総統率いる、間抜けな悪の秘密結社「鷹の爪団」が世界征服を目指して様々な作戦を考えるものの、最後には非常識で正義の味方とは名ばかりのヒーロー、デラックスファイターに倒されてしまう。そんな日常を愉快に描いた脱力ギャグコメディ。

### 主な登場キャラクター
本節では、「カウントダウン」のみ登場するオリジナルキャラクターを解説する。
新人先生
カウントダウン第1話に登場した組織犯罪専門の自己啓発講師。団員の世界征服へのモチベーションの低下に危機感を抱いた総統が、団員に世界征服への情熱を取り戻してもらうために、自己啓発講師派遣のチラシを見て二子玉川から呼び寄せた。
花より弾丸ジャー
カウントダウン第2話から登場した草食系の正義の味方4人組。通称、花弾。草食系の癒しの力で正義を守っている。時代のニーズを鷲掴みにしているため大人気。吉田くんも大ファンである。実は彼らの人気はサークルKKの大衆操作送信機によって引き起こされていたものであり、最終話で鷹の爪団の活躍で大衆操作送信機が破壊されると、忽ち人気をなくした。
韓流総統
カウントダウン3話に登場。総統が目立ちすぎているという吉田くんの考えから、影の総統を立てることにした鷹の爪団が最初に連れてきた総統。中年女性に人気が出て目立ってしまい、不採用になった。
子ども総統
秘密結社鷹の爪団 独立愚連広報部 フラッシュアニメ課、巨人ファンの親父の息子の「富雄少年」からの使いまわし。吉田くん曰く「誰からも愛され、多少世界征服を試みても咎められない存在」との触れ込みだったが、知能は愚連隊の本編同様年齢相当のため、言うべきことを忘れてしまうなど使いものにならなかった。
おくりびと総統
スーツに身を包み、落ち着いた振る舞いをしていたが、その場にいた半人半霊であるフィリップを鬼の形相であの世に送ろうとしたため、結局不採用になった。
仙頭チヒロ
カウントダウン第4話の前半に登場した、島根県松江駅前のタクシー運転手。鷹の爪団が極貧のため神無月で出雲大社に集まっている800万の神様から一人一円ずつもらおうと島根県を訪れた時に出会った。言葉がカミカミになる（仙頭チヒロのカミカミタクシー）。
美咲
声 - 亜沙
カウントダウン第4話の後半に登場した女学生。吉田くんがBOOKお麩で見つけたノートDEATHという書いたことがなんでもかなってしまうノートを日記帳代わりにしていた。同じ学校のヒロ君に想いを寄せている。ヒロ君の恋人になりたい想いが募るあまり、ノートに「ヒロ君が私の変人となりますように」と書き間違えてしまい、変人となったヒロ君につきまとわれる。
ヒロ君
カウントダウン第4話の後半に登場した学生。サッカー部でキーパーをしている。女学生の憧れの的らしい。
濁川沼吉
カウントダウン第5話に登場したデラックスドウターの彼氏。42歳で自称プロサーファーの男だが、見た目はプロサーファーとは思えないだらしない体つきをしている。ドウターには沼吉くんと呼ばれている。
ドウターが父であるデラックスファイターに交際を打ち明けた際に、デラックスボンバーで即吹き飛ばされた。その後、ドウターとは破局している。
未来の殺人ロボット
声 - 亜沙、FROGMAN
カウントダウン第6話に登場。吉田くんがコナーさん宅に振り込め詐欺の電話をした際にコナーさん宅を襲撃中で、お金を取りに行った鷹の爪団も襲われた。総統の「優しく殺して〜」の言葉に快く応じようとする。その後、脈絡もなく溶鉱炉に沈んでいった。
珍獣
カウントダウン第6話に登場。「水をかけてはいけない」「真夜中を過ぎて食べ物を与えてはいけない」「光に当ててはいけない」という飼育上の注意がある。夜中に「砂糖」を盗み食いしたために、さなぎ形態を経て、触手だらけの化け物に変化した（これに似たキャラクターが『菅井君と家族石』の劇場版に宇宙人のお母さんとして登場している）。
DXF48
カウントダウン第7話に登場。花より弾丸ジャーのせいで人気が急降下したデラックスファイターが人気回復のために鷹の爪団に悩み相談に来た際に吉田くんのプロデュースで誕生した正義の味方グループ。最初は歌とダンスが上手な人間を14人集めてEXILEばりの正義の味方を組織しようとしたが見つからず、都内在住の20歳以上から無作為に47人集められ、それにデラックスファイターが加えられてDXF48となった。これにはデラックスファイターの独善的でわがままな暴走を食い止める狙いもあった。全員デラックスファイターと同じコスチュームを着ているが全て色違い。デラックスファイターもDXF48内ではDX水色となる。DXF48の当初のリーダーは「戦隊物はレッドがリーダーなのが相場」という理由からDXレッドであった。レッド以外には朱色、ワインレッド、緑、紫、黒、白、ゴールド、ピンク、銀などがいる。身分はカラーチャートで決まっている。最終的にはデラックスファイターによって解散崩しという結果になった。
総理大臣
カウントダウン第8話から登場した。名字は烏山（からすやま）。政治理念は「まず友愛の精神と法整備」。口癖は「せっかく政権交代したのに」。劇中ではこの政権交代は大衆操作送信機によって引き起こされた。政権交代前のエピソードでは違う総理大臣が何度か登場している。
勝俣勝子
カウントダウン第10話、最終話に登場。勝俣勝子経済研究所（通称「サークルKK」）所長。サークルKKは経済によって世界に貢献するという名目で存在しているが、その実体は総統の嫌いな「世界の私物化集団」。サークルKKには「絶対に会の存在をバラしてはいけない」「いかなる理由があろうとも会を抜けることができない」「メンバー同士の会話は全て赤ちゃん言葉」という3つの変な掟がある。
鷹の爪団が大衆操作送信機の破壊を防ごうとするも、最終的には破壊されてしまい、そのショックで卒倒した。
平吉
カウントダウン最終話に登場。勝俣勝子の部下。サークルKKにやって来たフィリップの前で大衆操作送信機の実演をし、劇中での首都は東京から島根に変わる寸前だった。勝子の秘書的役割もこなす。
依布サラサ
声 - 依布サラサ
カウントダウン最終話に登場した作詞家・歌手。作詞した歌詞を届けるためのファックスを探して吉田くんに声をかけ、吉田くんから伝書鳩をケース付で薦められた。また、吉田くんには井上陽水ではなく玉川上水の娘だと勘違いされていた。
ゲスト出演の理由は、オープニングテーマ「黄昏ムーン」を歌っているため。作中ファックスで送るつもりだった歌詞も黄昏ムーンの歌詞であり、吉田くんがその話を聞いたことが大衆操作送信機の隠し場所を突き止めるヒントになった。
依布サラサは第十話では女性ADとしてのゲスト声優出演も果たしている。

### 登場兵器・メカニック
デラックスモービル

怪人スーパーアニマル
カウントダウン第2話に登場。「世界中の動物670種類の能力を兼ね備えた究極の怪人」という触れ込みだったが、「ウマ面」で「ネコ背」で「ハト胸」で「ワシ鼻」で「白魚のような手」で「カモシカのような足」で「アッチは馬並み」で「鮫肌」など、外見に特化した部分ばかり目立つ。さらに「蚊の泣くような声」で喋ったり物事をすぐ忘れる「鳥頭」だったり「ねずみ算式に増える」ことが判明するなど、能力よりも短所の方が目立ってしまった（アニマル浜口の能力も入っている）。デラックスファイターには「オウム」返しで応戦したが、全く戦闘にならずデラックスボンバーで成敗された。しかし、先述の能力で相当数にまで増殖していた。
当初タイガーマスクの出で立ちで登場したため吉田くんに「権利的に大丈夫ですか?」と突っ込まれている。
世界中のどんなお札を偽造するマシン、竹トンボ風ヘリコプター、相撲ライト、20秒くらいで世界征服できるマシン
カウントダウンの第3話に登場。博士が総統や吉田くんにないしょで博士がいつの間にか作っていた発明品。
世界中のどんなお札を偽造するマシンは世界中のお札を本物そっくりに印刷できるマシン。竹トンボ風ヘリコプターは頭の上につけて空を飛べるヘリコプターで、相撲ライトは相撲取りみたいに大きくなる懐中電灯である。20秒くらいで世界征服できるマシンはどんな効果、使用法に関しては不明。
これらの4つ発明品は博士の彼女によって壊された。
世界征服専用スパイ中継車

どうしてもシマンネェ
カウントダウンの第4話に登場。建て付けが悪い扉の形をしている。この扉を通ると、どこからでも島根県に行くことができる。博士曰く、すでに八百万台が売れている。
どんな病気もたちどころに治すどころか150歳くらいまで軽く生きられるマシン

「ボンバー戦肥大症」で死にかけ、倒れてしまったデラックスファイターの蘇生に使用。だが彼は元気満々で復活し、駆けつけた家族とともに鷹の爪団をDXボンバーで吹き飛ばしてしまった。
オール巨人
カウントダウンの第8話に登場。吉田くんの企画によって博士が作り上げたiPodに酷似している誰でも簡単に巨大化できるマシン。
通常、鷹の爪団が怪獣を製造すると、その怪獣が制御不能に陥り結果的に鷹の爪団に窮地を招くため、このマシンによって吉田くんを巨大化させることで日本政府を恫喝し、世界征服の足がかりとする計画を試みた。
巨大化できる時間は24時間で、最大まで巨大化させると体長「10,000mくらい（博士談）」になる。関西の漫才コンビのようだと突っ込まれることを計算した博士はこのマシンと同時に体を真っ二つにする「オール半身」というマシンを製作していた。
幸運の割り箸
カウントダウンの第9話に登場。総統から最終兵器を開発するように命令された吉田君が紆余曲折の末に手に入れた「想いの詰まった割り箸」。
スーパーセントウロボ

佐藤敏夫（第1号）
カウントダウンDVD第1巻のTV未放映エピソードに登場。
佐藤敏夫（第2号）
カウントダウンDVD第2巻のTV未放映エピソードに登場。
こだわり三平
カウントダウンDVD第3巻のTV未放映エピソードに登場。
大空男

## 古墳GALのコフィー キャンパスライフ

### あらすじ（コフィー）
前作から3年後、20歳の大学生となったコフィーが、同級生でボーイフレンドのニントク君と、幼馴染で浪人生のダニエル、短大に通う恋敵のドロシー、教師の職を辞して大学生協売店の店長となった桶狭間先生らとのハチャメチャなキャンパスライフを描いた学園ラブコメディ。

## キャスト（コフィー、鷹の爪）
- コフィー・女性キャラ（コフィー）：相沢舞
- ドロシー・大家さん・女性AD以外の女性キャラ（鷹の爪・勝手にCM）：亜沙
- 女性AD（第10話）、本人役（第12話）：依布サラサ
- それ以外（総統・吉田君・フィリップ・デラックスファイター・レオナルド博士・菩薩峠ほかの主要キャラなど）：FROGMAN
- 本人役（第12話）：manzo

依布サラサの出演については、彼女が当番組のオープニングテーマ「黄昏ムーン」を歌っていた縁で実現した。
ちなみに当初吉田君は依布サラサを玉川上水の娘と思っていた（正しくは井上陽水の娘）。

## スタッフ
- 企画 - 椎木隆太、杉山登（テレビ朝日）
- プロデューサー - 戸田和宏、本井健吾（テレビ朝日）
- 音楽 - manzo
- 音楽協力 - テレビ朝日ミュージック
- OP - 関口勇哉
- 作画監督・演出補 - 山脇光太郎
- 監督・脚本・キャラクターデザイン - FROGMAN
- 文芸協力 - 中野守
- ED - saihate
- OP・EDデザイン - ナカシマカズユキ
- 作画 - 斎藤晃弘、佐藤充夫
- 3DCG - ヨモギダ
- 整音 - はたしょう二
- 音響制作 - 青二プロダクション
- 演技事務 - 原道太郎
- アニメーションプロデューサー - 大橋隆昭
- 制作進行 - 水戸崇雄、谷洋一郎
- 宣伝 - 田村亮、岡村和佳菜
- 協力 - ソニー・ミュージックエンタテインメント、キューンレコード、リアランド、音響ハウス、サウンドチーム・ドンファン、ギャザリング、亀田卓
- アニメーション制作 - 蛙男商会、DLE
- 製作 - DLE、「秘密結社鷹の爪 THE MOVIE3」製作委員会（テレビ朝日、電通、東宝、毎日放送、ソニー・ミュージックエンタテインメント、静岡放送）

## 主題歌
オープニング「黄昏ムーン」
歌・作詞：依布サラサ（Ki/oon Records）、作曲・編曲：田上修太郎
エンディング「我等!鷹の爪団」
作詞：manzo・FROGMAN、歌・作曲・編曲：manzo（flying DOG）

## 放送局
| 放送期間                       | 放送時間                     | 放送局           | 対象地域       | 備考            |
| ------------------------------ | ---------------------------- | ---------------- | -------------- | --------------- |
| 2009年10月7日 - 12月23日       | 水曜 1:21 - 1:51（火曜深夜） | テレビ朝日       | 関東広域圏     | 製作参加        |
| 2009年10月10日 - 12月26日      | 土曜 1:25 - 1:55（金曜深夜） | 山陰放送         | 鳥取県・島根県 |                 |
|                                | 土曜 2:05 - 2:35（金曜深夜） | 毎日放送         | 近畿広域圏     | 製作参加        |
| 2009年10月13日 - 12月29日      | 火曜 1:29 - 1:59（月曜深夜） | 静岡放送         | 静岡県         | 製作参加        |
| 2009年10月16日 - 2010年1月22日 | 金曜 1:55 - 2:25（木曜深夜） | RKB毎日放送      | 福岡県         | 初回2話連続放送 |
| 2009年10月20日 - 2010年1月19日 | 火曜 1:20 - 1:50（月曜深夜） | 北陸朝日放送     | 石川県         |                 |
| 2009年11月5日 - 2010年1月21日  | 木曜 8:30 - 8:55             | テレ朝チャンネル | 日本全域       | CS放送          |

- テレビ朝日以外の各ネット局では下記のスポンサーがつかずノンスポンサーである。

## サントリーの非提供問題について
ここでは、TVシリーズ開始決定直後から、スポンサー獲得・そして降板騒動に至るまでの顛末を記す。なお、この問題はテレビ朝日のみ（関東限定）のものであり、非提供についても勝手に企業名を出したりできないことからネタでやっていると思われる。毎回の放送の最後に、「この番組はフィクションです。いえ、風邪を引いているんじゃなくて架空の話ってことです。非提供の部分もフィクションかって？そりゃみなさん大人ですからわかりますよね？野暮なこと聞かないで下さい。来週もお楽しみに!」というダニエルによるナレーションが入る。

### 劇場版第3作・TVシリーズ実現へ
劇場版第2作「私を愛した黒烏龍茶」の公開から約1年と数か月、世界征服が一向に進まない事に業を煮やした鷹の爪団の総統は、世界征服を円滑良く進めるために、劇場版第3作およびTVシリーズの制作を東宝とテレビ朝日に打診。劇場版の制作にはGOサインが出たものの、TVシリーズに関しては、新たに提供スポンサーを獲得する事を条件にGOサインが出された。総統曰く「劇場版とTVシリーズの成功で関連グッズが飛ぶように売れ、その売り上げで得た金を元手に世界征服を一気に推し進め、王手（もしくは桂馬取り）を掛ける」と言う目論みらしい。

### TVシリーズ始動、スポンサー獲得へ
前作より3年ぶりのTVシリーズを始めるに当たり、新たにスポンサーが必要である事を感じた鷹の爪団は、スポンサーを獲得すべく奔走した。その後9月某日、サントリーがスポンサーに内定し、同時にオープニング主題歌を依布サラサが歌うと言う事が、公式ホームページのムービーにて発表された。

### 吉田君のうっかりミスで非提供に
しかし、放送開始を目前に控えた10月某日、公式ホームページのムービーにおいて、番組スポンサーに内定していたサントリーが、吉田君の不手際によってスポンサーを降りてしまったと言う事が明らかになった。サントリーがスポンサーから降りた理由は、吉田君が放送時間を午前と午後をサントリーに伝えるのを間違えてしまうと言う重大なミスであった。事の重大さに気づいた鷹の爪団の総統は、サントリーに番組スポンサーへ復帰してもらうべく、自分たちで勝手にサントリーの商品を使って独自の新作オリジナルCMを作成し、番組内で宣伝する事になった（総統曰く『提供獲得大作戦』と呼んでいるらしい）。
その後、劇場版のDVD販売元である東宝と、鷹の爪団をCMキャラクターに起用しているジャストシステム（その後ジャストシステムは一時的にスポンサーを降り、代わりに11月の1か月間をmusic.jpがスポンサーを担った。12月にジャストシステムはスポンサーに復帰、ちなみにジャストシステムの本社のある徳島県では系列局がなく、JRTではネットせずだが、毎日放送で受信することは可能だった）が新たにスポンサーに加わった。

### 前代未聞、非提供アナウンス
放送当日の10月6日深夜、オープニングが流れた後の提供スポンサー紹介において、アナウンサーがいつもの様に「この番組は、○○（○の部分は提供スポンサー）の提供でお送りしますが…」と提供スポンサーを紹介した後に、「サントリーは提供しません」のアナウンスとともに「非提供：SUNTORY」（表示はサントリーの企業ロゴ=CIとカラー表示を採用。他協賛スポンサーは白文字表示）が画面に大きく表示されると言う、テレビの民間放送開始以来初めての珍事が起こった（番組のエンディング後のCM明けに流れた提供スポンサー紹介の場面でも、「サントリーは提供しませんでした」のアナウンスと同時に同様の事が起こっている）。全ては吉田君のうっかりから生じたミスとは言え、非提供スポンサー（すなわちスポンサーを降りた会社）の名前が紹介されると言う前代未聞の事態へと至った。

### 宣伝活動が功を奏し、仮提供→正式提供実現へ
サントリーがスポンサーを降板した後も、鷹の爪団の公式サイトでは、サントリー製品をフィーチャーした視聴者参加企画を悉く展開。また、フリーペーパー「R25」とのコラボレーションにより、ケータイ小説にてサントリーの主力商品である「ビタミンウォーター」と鷹の爪団（と思しきフレーズ）が登場し、密かな話題を呼んだ。この様な宣伝活動がサントリー関係者の心を力強く揺り動かし、「お試し提供」と言う形で同社の仮提供（しいて言えば、提供スポンサーの仮獲得）が実現した。
これを受けて第10話（2009年12月8日）では前提供で「サントリーは仮に提供します」となり、後提供前にアニメーションとCM3本を織り交ぜた仮CMを放送、後提供も「サントリーは仮に提供しました」となった。しかし、第10話でのサントリーの提供はあくまでも「仮提供」であり、視聴率次第では再び降板する可能性もあった。
そして第11話（2009年12月15日）では再び非提供になり、後提供前に公式サイトで実施した「勝手にテレビCM人気投票」で最上位に食い込んだテレビCM1本が放送された。なお、このCMは現在、YouTubeのDLEチャンネルや公式サイトで見る事が出来る。
その第11話の後提供では「サントリーさん、提供してください」と女性が懇願する状況になったが、最終回（2009年12月22日）放送でようやく正式なスポンサーとなり、前提供の提供クレジットで「祝提供 SUNTORY」と表示され、「やったぞみんな、サントリーの提供でお送りします」となり、後提供のアナウンスも「いろいろとありましたが、サントリーの提供で無事お送りしました。それと私（ナレーターの女性）も彼氏ができました」とコメントした。なお、後提供前のサントリーのCMを放送する際、前半のアニメーションパートにおいて、サントリー（広報担当者）からの感謝の手紙を戦闘主任の吉田君が代読した後、CM3本（内容は第10話と全く同じ）が放送された。